# 貝爾蒙特 (亞利桑那州)
貝爾蒙特（英語：Bellemont）是位於美國亞利桑那州可可尼諾縣的一個非建制地區。該地的面積和人口皆未知。

## 地理
貝爾蒙特的座標為35°14′17″N 111°50′01″W / 35.23806°N 111.83361°W，而該地的平均海拔高度為2174米（即7132英尺）。